# Та сама ніч
«Та сама ніч» — радянський драматичний художній фільм 1969 року, знятий режисерами Олександром Муратовим і Василем Паскару на Кіностудії ім. О. Довженка.

## Сюжет
Антон Черемис повертається до рідного міста, де не був кілька років. Зустріч з минулим навіює спогади про друзів, кохану жінку, про трагічні хвилини однієї тривожної ночі, коли він разом зі своєю бригадою, ризикуючи життям, рятував людей.

## У ролях
- Віталій Дорошенко — Антон Черемис
- Сільвія Сергейчикова — Ірина
- Лілія Дзюба — Жанна
- Катерина Крупенникова — Ліда
- Микола Крюков — Стожар
- Валерій Панарін — Єгоров
- Ігор Стариков — Мотін
- Борис Юрченко — Кочубей
- Микола Яковченко — дід Трохим
- Станіслав Бородокін — епізод
- Галина Довгозвяга — епізод
- Наталія Зоріна — епізод
- Андрій Іванов — епізод
- Федір Іщенко — епізод
- Вітольд Янпавліс — епізод

## Знімальна група
- Режисери — Олександр Муратов, Василь Паскару
- Сценарист — Віктор Становов
- Оператор — Михайло Чорний
- Композитор — Євген Зубцов
- Художник — Вульф Агранов